# Richard Kiel

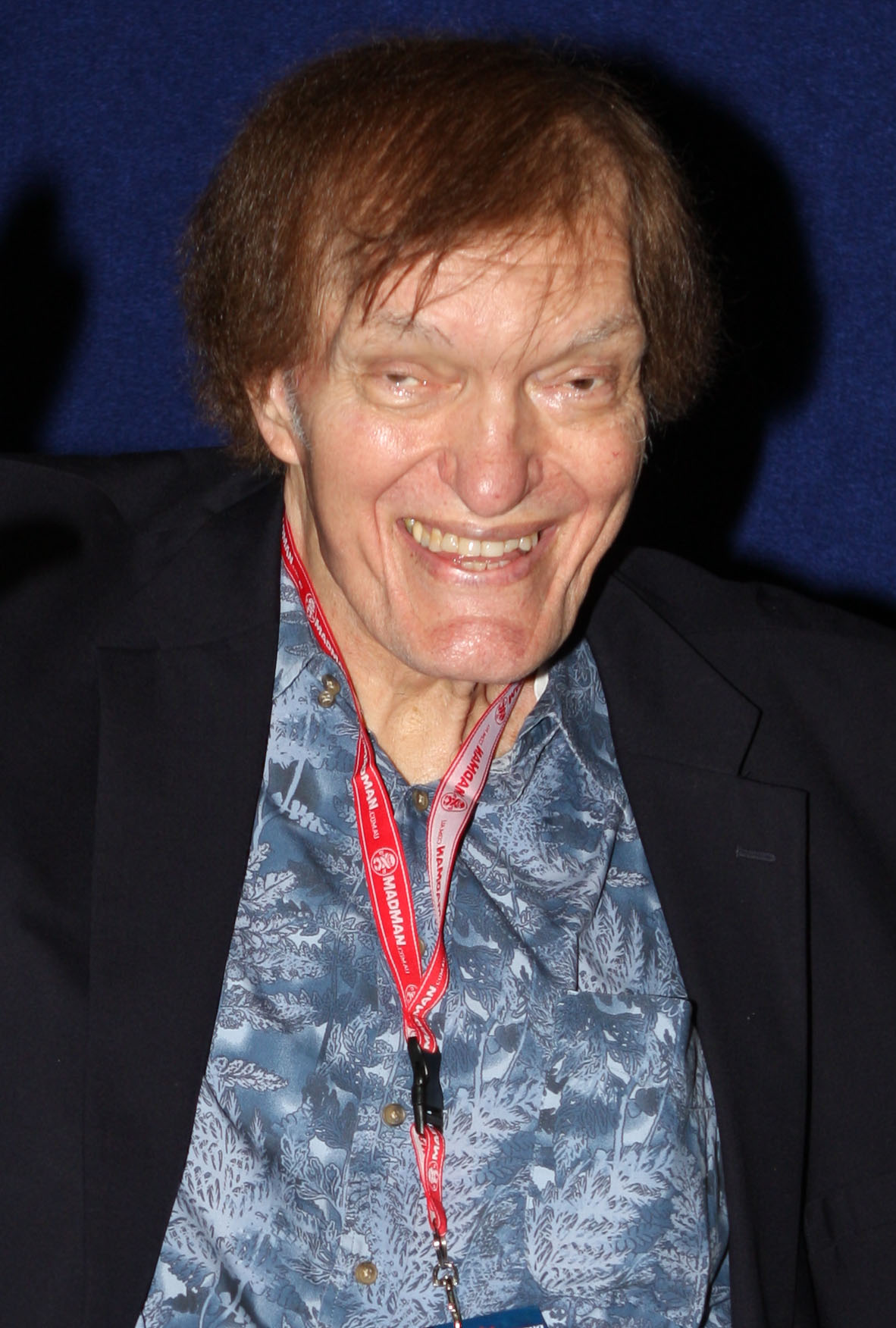
Kiel el 14 de junio de 2014.

Richard Dawson Kiel (Detroit, Míchigan, 13 de septiembre de 1939 - Fresno, California, 10 de septiembre de 2014) fue un actor estadounidense, que destacaba por su gran altura debida a padecer acromegalia.

## Biografía
Comenzó su carrera como actor en la televisión donde participó en varias producciones, como The Twilight Zone, The Wild Wild West o Mr. Larson, y "El Humanoide" (1979), una película italiana al estilo Star Wars en donde interpreta a un piloto convertido en un ser súper fuerte.
Pero se hizo famoso en el mundo entero como el villano Jaws (Tiburón en España y Mandíbulas en Hispanoamérica) en dos películas de James Bond: La espía que me amó (1977) y Moonraker (1979). En él interpretaba a un asesino con dientes de acero que destacaba por su tamaño, 2,17 m. Repitió el papel en clave humorística en Inspector Gadget (1999). También actuó como personaje secundario en Fuerza 10 de Navarone (1978) , El jinete pálido (1985) y de un fanático de golf enardecido, en la comedia Happy Gilmore (1996) junto a Adam Sandler.
Debido a su físico se vio forzado a realizar papeles prototípicos, como gánster y personajes antagonistas del principal. En el El expreso de Chicago (1976) interpretó por primera vez a un sicario mudo de dientes metálicos (en un papel anterior al de "Mandíbulas" en James Bond), es allí que el productor de la saga Bond (Broccoli) se fijó en Richard Kiel para el papel de "Mandíbulas" en La espía que me amó (1977).
Estuvo casado con Diane Rogers y tenía 4 hijos.
Kiel siguió relacionado con los Videojuegos de James Bond hasta sus últimos días de vida. Interpretó nuevamente a Jaws en GoldenEye 007 (1997) para la Misión 8: Teotihuacan; y aparte para el modo multijugador. Siete años más tarde, en el videojuego James Bond 007: Everything or Nothing reapareció interpretando a "Mandíbulas" como secuaz de Diavolo. En la adaptación de GoldenEye 007 (videojuego de 2010) y GoldenEye 007: Reloaded (2011) aparece Jaws (con la caracterización física de Richard Kiel) como personaje conjugable en modo multijugador. A fines de 2012, Richard Kiel vuelve a reinterpretar a Jaws para el videojuego conmemorativo de los 50 años de James Bond: 007 Legends.
Falleció el 10 de septiembre de 2014, 3 días antes de su cumpleaños 75, en un hospital de Fresno donde estaba internado por haberse roto una pierna al caerse de un caballo.